# Biolab

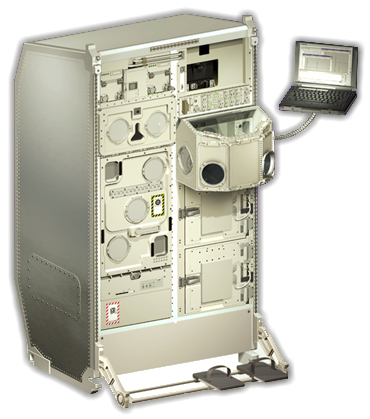
Il Biolab.

Il Biolab è un laboratorio per esperimenti biologici che si trova a bordo del laboratorio spaziale Columbus dell'ESA sulla Stazione spaziale internazionale. È nella forma stabilita dall'International Standard Payload Rack.
Il rack Biolab permette esperimenti biologici su microrganismi, cellule, colture di tessuti, piante e piccoli invertebrati.
I campioni biologici da testare sono portati con un apposito contenitore fino alla stazione e poi immessi manualmente nel Biolab. Gli esperimenti possono essere eseguiti anche in modalità automatica. Il tipico tempo necessario per un esame è da un giorno fino a tre mesi.

## Descrizione
La struttura BioLab include un incubatore, un microscopio, uno spettrofotometro e due centrifughe per fornire gravità artificiale. BioLab consente ai ricercatori di osservare da remoto i contenitori sperimentali individuali (Experiment containers, EC) dentro i quali sono contenuti i campioni da analizzare. Possono essere usati gli Experiment Containers (EC) standard che misurano 6×6×10 cm oppure la loro versione avanzata (Advanced EC), con capacità video, che misurano 10,8×15×13,7 cm.
Biolab è suddiviso in due sezioni principali:
- una sezione automatizzata (Core Unit);
- una sezione manuale, per l'interazione diretta dell'equipaggio con gli esperimenti.

### Core Unit (parte sinistra)
La Core Unit può operare sia autonomamente sia tramite controllo telerobotico da Terra. Essa include:
- un grande incubatore capace di mantenere dei contenitori sperimentali (EC e Advanced EC) a una temperatura tra 18 e 40 °C;
- due centrifughe interne all'incubatore, in grado di simulare gravità da 0,001 a 2 G;
- un microscopio, controllabile da Terra, con una risoluzione di 0,6 – 1,8 μm e campi visivi corrispondenti di 0,25 – 1,0 μm;
- uno spettrofotometro che analizza la luce tra 220 e 900 nm (UV, visibile, vicino infrarosso) con risoluzione di 10 nm;
- la Automatic Temperature-Controlled Stowage (ATCS), un'area di conservazione di piccoli campioni;
- il Handling Mechanism (HM), un braccio robotico che sposta gli EC tra gli strumenti di analisi e permette il trasferimento dei campioni dall'incubatore all'area di conservazione ATCS (tra -20 e 10 °C).[2][3]

Il sistema di illuminazione a LED consente sia luce bianca che osservazione a infrarossi.

### Sezione manuale (parte destra)
La sezione manuale ospita:
- la BioGloveBox (BGB), un ambiente chiuso da 32 litri che permette la manipolazione sicura degli esperimenti e la disinfezione tramite gas ozono;
- l'Experiment Preparation Unit (EPU) per la preparazione dei campioni;
- due Temperature Control Units (TCU), che permettono la conservazione di EC e inserti ATCS a temperature comprese tra -20 e 10 °C.

La Thermo-Electrical Unit (TEU) mantiene la temperatura interna della BGB tra 21 e 38 °C.

## Galleria d'immagini

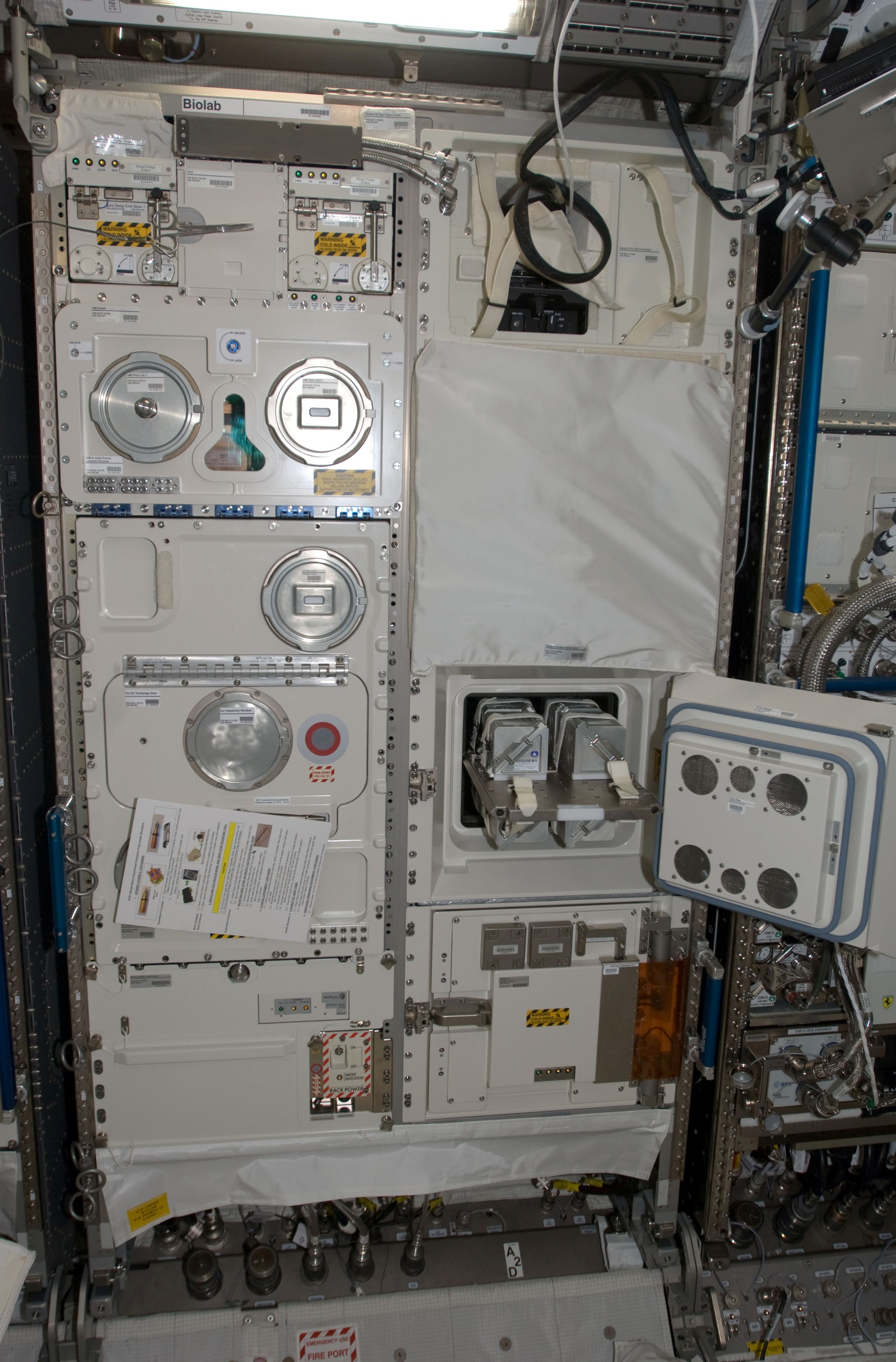
Biolab durante l'Expedition 18
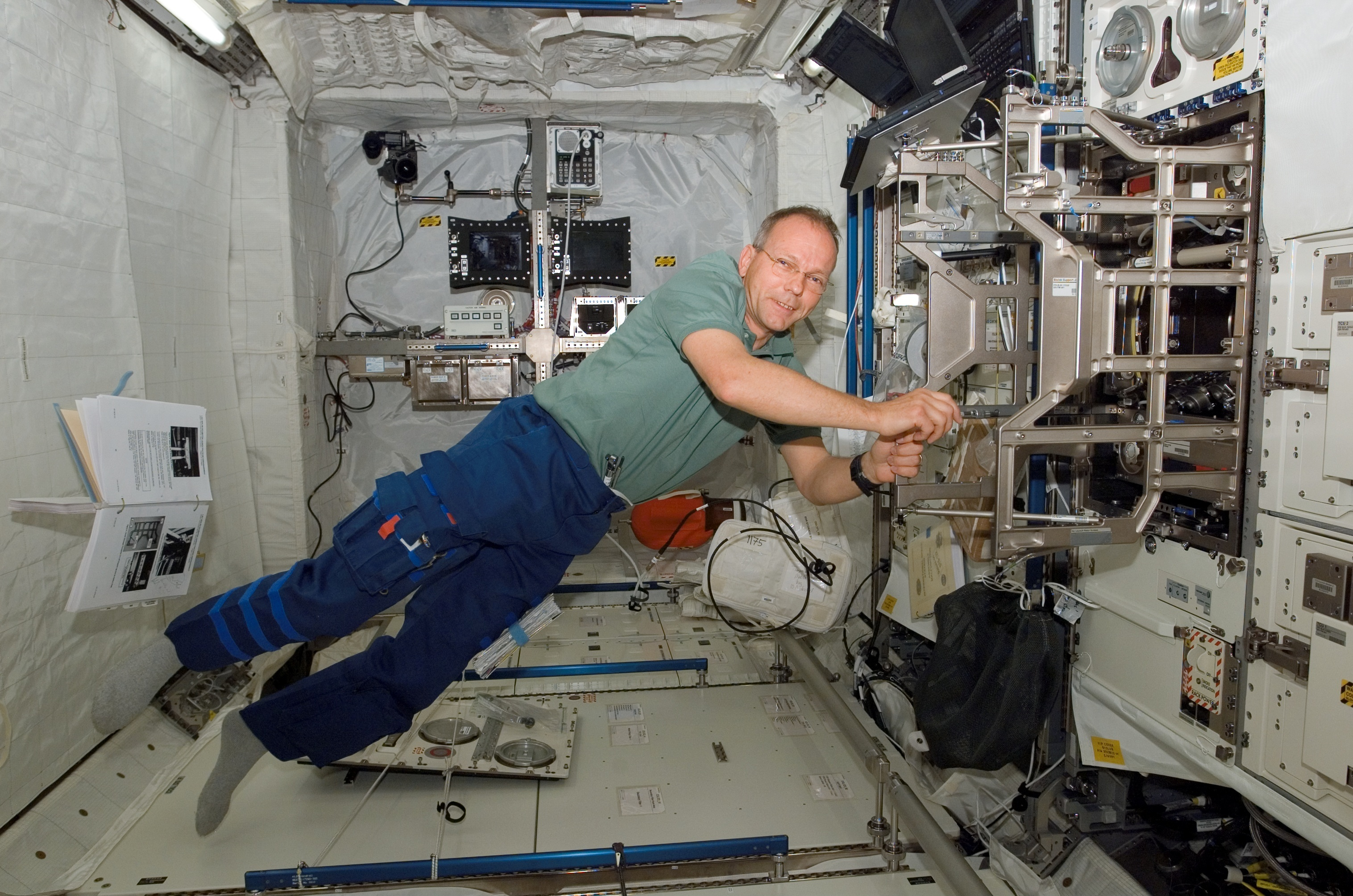
L'astronauta ESA Hans Schlegel lavora al modulo Columbus appena consegnato nel 2008
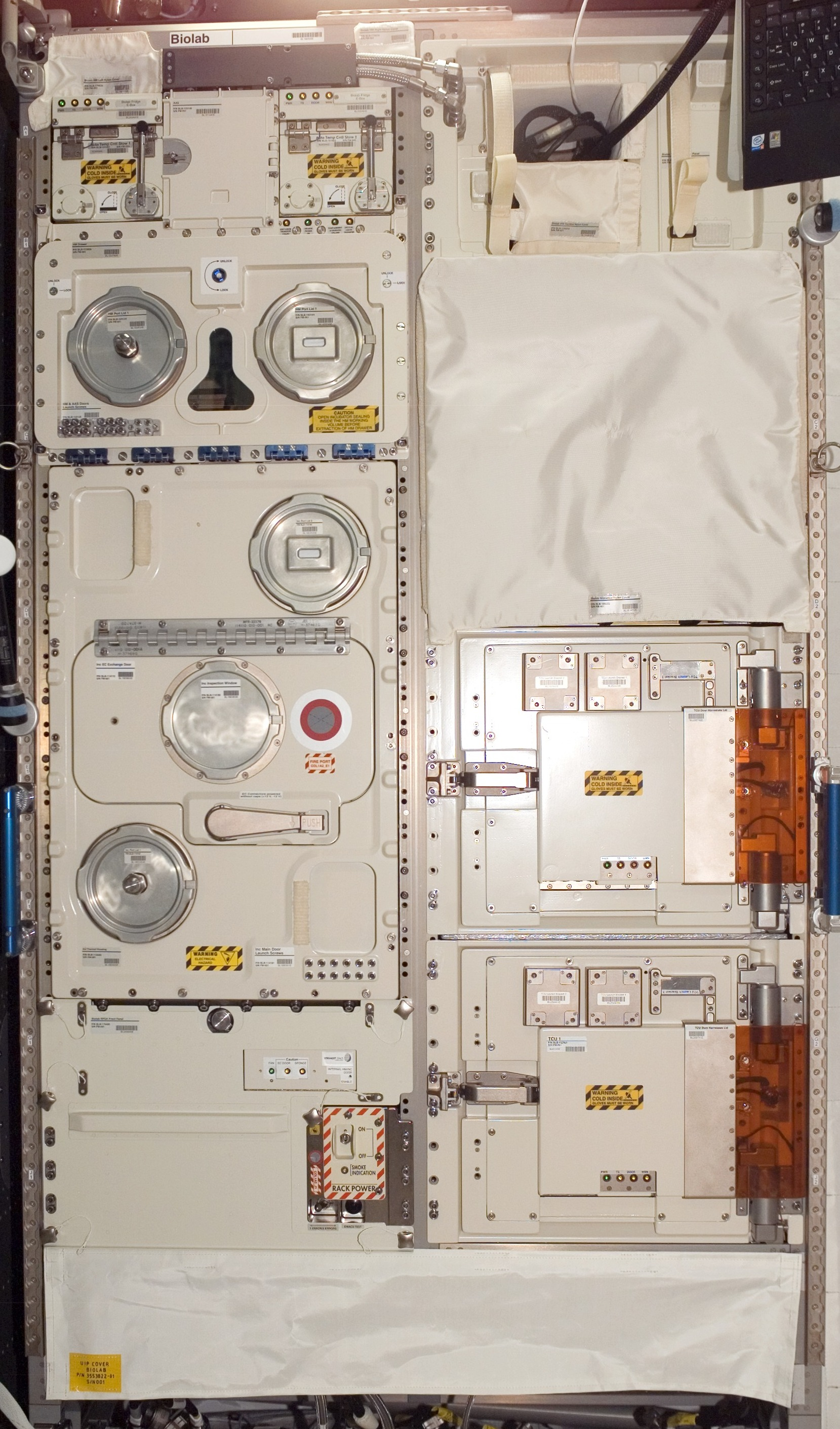
Biolab durante l'Expedition 16